# Vikhr
El 9A4172 Vikhr (en ruso: Вихрь, romanizado: Vijr, lit. '«vórtice»' designación OTAN: AT-16 Scallion — «cebolla verde») es un sistema de misil antitanque guiado por láser de cuarta generación. Entró en servicio alrededor de 1990, siendo mostrado al público en el Salón Aeronáutico de Farnborough. La designación GRAU para este sistema es «9K121». El misil lanzado desde el aire por los helicópteros Mil Mi-24, KA-50 y Ka-52, así como los aviones de ataque aire-tierra Su-25T y Su-39.

## Descripción
El misil Vikhr es parte del sistema Vikhr-M, que incluye una mira automática y un lanzamisiles abatible.
El Vikhr es un misil anti-carro guiado por láser con un alcance de 500 m a 10 кm. Es propulsado por un motor cohete y guiado por un láser emitido por el tirador del helicóptero u otro aparato que sirva de guía del misil. El misil está diseñado para atacar objetivos vitales en tierra, incluyendo objetivos blindados equipados con blindaje reactivo con un rango de hasta 8 km disparado desde un helicóptero y de 10 km cuando se dispara de una aeronave de ala fija durante el día, alcanzando los 5 km en disparo nocturno. El mismo rango contra objetivos aéreos en condiciones de defensa aérea.
La ojiva multipropósito (HEAT de dos fases con manga de fragmentación) permite la utilización del misil en contra de objetivos blindados, aéreos e incluso objetivos de área por igual, lo cual representa una ventaja comparado con los tres tipos de misiles necesarios en el complejo 9M120 Ataka-V. El misil es capaz de penetrar blindajes reactivos —1000 mm— detonando en impacto directo sobre el objetivo, particularmente contra objetivos blindados, o poco antes impactar en el caso de objetivos aéreos. El uso de una espoleta de proximidad permite un margen de error de 5 metros y hace posible alcanzar objetivos aéreos a velocidades de 500 m/s. El motor del misil le permite alcanzar una velocidad de 600 metros por segundo (Mach 1.8) con una autonomía de una decena de kilómetros.
El haz de láser empleado por el sistema de guía del misil Vikhr permite una precisión gracias a la transmisión de información al misil en curso desde su lanzamiento, lo cual es inexistente en otros sistemas de guía. El sistema de control del misil Vikhr es altamente inmune a interferencias porque su receptor está orientado por el portador, por lo cual se halla protegido de las señales de interferencia.
- Datos: Q298632
- Multimedia: 9K121 Vikhr / Q298632